# Buenos Aires Football Club

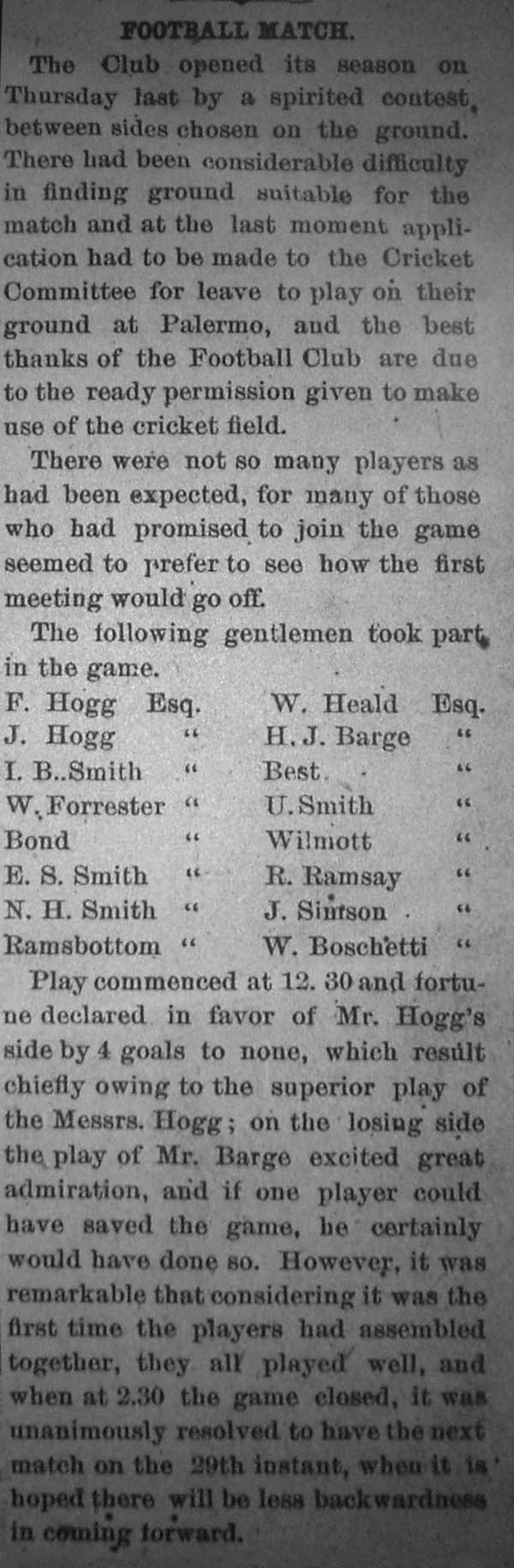
Crónica del primer partido de fútbol jugado en Argentina, en el periódico The Standard, junio de 1867.

El Buenos Aires Football Club (con frecuencia abreviado como BAFC), fue un club argentino de fútbol, con sede en la Ciudad de Buenos Aires. Está considerado el primer club de fútbol de América del Sur. Si bien el equipo comenzó practicando fútbol, posteriormente adoptaría las leyes del rugby.

## Historia
Hacia 1867 había una numerosa comunidad Británica residente en la ciudad de Buenos Aires. La mayoría de ellos, dirigentes y obreros de las empresas del Reino Unido que estaban por entonces a cargo de la construcción de los ferrocarriles en la Argentina. En sus horas de ocio, estos inmigrantes británicos fueron fundando numerosos clubes sociales y deportivos (al principio de uso exclusivo para la comunidad) donde poder practicar los deportes propios de su país de origen. Es allí como se introdujo en Argentina juegos como el fútbol, rugby,  y el tenis entre otros.
El "Buenos Aires Football Club" fue fundado el 9 de mayo de 1867, impulsado por los hermanos Thomas y James Hogg, junto a William Heald y otros integrantes de la colectividad británica, con el objetivo de fomentar el deporte en la ciudad. La reunión inaugural tuvo lugar en una pensión de la calle Temple 38, actualmente Viamonte, en la que vivían varios jóvenes ingleses.
El estatuto original del club estipulaba (entre otros puntos) una cuota para la temporada de $ 30 y adoptar (con algunas leves modificaciones) las reglas del "association football" para diferenciarlo del "rugby football".
El 25 de mayo de 1867 debió llevarse a cabo el primer partido organizado por la entidad, el cual recibió una cobertura en el periódico de la comunidad británica The Standard que se publicaba en Argentina:
El primer partido tomó lugar el 25 de mayo de 1867, y fue anunciado en idioma inglés en el periódico The Standard, publicado en Argentina:

Hoy habrá un partido de football en Palermo; creemos que será el primero jugado en Buenos Aires, y entendemos que media ciudad estará allí si el clima se presenta favorable
The Standard, 25 de Mayo 1867

Debido a las condiciones climáticas adversas, el juego fue cancelado y pospuesto para el 20 de junio, día en que finalmente el partido se disputó, estableciéndose la misma como la fecha donde se jugó el primer partido de fútbol en la Argentina. El campo de juego fue el Buenos Aires Cricket Club Ground propiedad del Buenos Aires Cricket Club. Ambos equipos (que lograron juntar 8 jugadores por bando) fueron integrados por miembros del BACC, siendo Thomas Hogg y Walter Head los capitanes de dichos conjuntos, denominados "Rojos" y "Blancos" respectivamente. Esta denominación hacía referencia al color de los gorros que los integrantes utilizaron para distinguir a uno y otro equipo. El partido terminó con el resultado 4-0 en favor de los Rojos. El 9 de agosto, el Buenos Aires Football Club fue fundado formalmente.
Hay documentos que certifican dos encuentros jugados por el BAFC en 1868. En uno de ellos, los Rojos derrotaron nuevamente a los Blancos, aquella vez por 2-1.

### Refundación
En 1870 el club fue disuelto debido a la epidemia de fiebre amarilla en Buenos Aires que mató al 8 % de los habitantes de esa ciudad. El 25 de abril de 1873, el club fue refundado con el mismo nombre y presidido por Thomas Hogg. En junio de ese mismo año el equipo jugó su primer partido desde la refundación, también en el campo de juego del BACC. En aquella oportunidad, los equipos denominados "Banks" y "Town" jugaron un juego que combinaba las reglas del fútbol y del rugby.
A pesar de que el club se regía bajo las reglas del football association, la mayoría de sus miembros prefería las del rugby, utilizando las manos en lugar de los pies. Esto se debía a que los socios provenían de diferentes ciudades del Reino Unido, donde el juego llamado "football" tenía las interpretaciones propias de cada región sin un código reglamentario que lo unificara. Entonces, en algunos lugares se jugaba con las manos en lugar de los pies, o ambas. Como consecuencia, los miembros del BAFC practicaban el juego tal como lo hacían en su región de origen, resultando esto en una mezcla de fútbol y rugby sin un reglamento que definiera claramente el juego. 
Debido a esta situación, el 13 de mayo de 1874 el club llamó a sus socios a una asamblea a realizarse para debatir este punto y determinar a qué reglamento atenerse.

Hemos tenido algunas dificultades para hacer cumplir las reglas, las cuales difieren de cualquier reglamento existente, por lo cual recomendamos que se adopte uno de los dos códigos de "football" existentes en Inglaterra
Buenos Aires Football Club, 13 May 1874

El 14 de mayo de 1874 los miembros se congregaron para debatir qué reglamento utilizar en el campo de juego. Finalmente se decidió adoptar las leyes del rugby. Ese mismo día, el BAFC jugó su primer partido bajo el nuevo reglamento, en la casa de campo de David Mathven sita en el barrio porteño de Caballito. Los equipos fueron denominados "Equipo de Mr. Trench" y "Equipo de Mr. Hogg". Este partido además cuenta con la particularidad de ser el primer partido de rugby jugado en la Argentina.

### Desaparición
Si bien algunos historiadores afirman que el club fue disuelto en 1875, el BAFC continúo en actividad durante ese año, incluso volviendo a adoptar las reglas del fútbol asociación debido a las serias lesiones causadas durante los partidos donde el club había jugado al rugby. En 1876 el club mantuvo las reglas del fútbol, pero con la salvedad de permitir el uso de las manos como opción. El 7 de mayo de 1876 el club retornaría al reglamento del rugby.
Los últimos registros que se tienen sobre actividades del BAFC datan de 1881, cuando el equipo jugó partidos amistosos frente al Zingari Cricket Club y Montevideo Cricket Club.